# Mont de Grange
Mont de Grange – szczyt w Préalpes de Savoie, części Alp Zachodnich. Leży we wschodniej Francji w regionie Owernia-Rodan-Alpy. Należy do grupy Massif du Chablais. Szczyt można zdobyć ze schroniska Refuge des Tinderets (1491 m).